# Castela galapageia
Castela galapageia är en bittervedsväxtart som beskrevs av Joseph Dalton Hooker. Castela galapageia ingår i släktet Castela och familjen bittervedsväxter. Inga underarter finns listade i Catalogue of Life.